# رندی اسپرز
رندی اسپرز (انگلیسی: Randy Spears؛ زاده ۱۸ ژوئن ۱۹۶۱) یک بازیگر پورنوگرافی اهل ایالات متحده آمریکا است.